# Roxanne Dunbar-Ortiz
Roxanne Dunbar-Ortiz (ur. 10 września 1938 w San Antonio) – amerykańska historyczka, pisarka, profesorka i aktywistka mieszkająca w San Francisco. Napisała książki takie jak „Blood on the Border: A Memoir of the Contra Years”, „Red Dirt: Growing up Okie” czy „Outlaw Woman: A Memoir of the War Years”. Wykłada na Uniwersytecie Kalifornijskim.

## Aktywizm
Od 1967 do 1974 poświęcała się całkowicie aktywizmowi w wielu miejscach Stanów Zjednoczonych, podróżowała także do Europy, Meksyku i na Kubę. Była zaangażowana w ruch wyzwolenia kobiet. Opisuje ten czas w książce Outlaw Woman: Memoir of the War Years.
W 1968 założyła Cell 16, feministyczną organizację działającą w Stanach Zjednoczonych znana ze swoich postulatów celibatu, separacji od mężczyzn i konieczności treningów samoobrony (głównie karate); jest uważana za pierwszą organizację podnoszącą kwestię feministycznego separatyzmu.
Ma swój wkład w antologii tekstów z 1970 pod tytułem Sisterhood is Powerful: An Anthology of Writings From The Women’s Liberation Movement pod redakcją Robin Morgan. Zbiór pism zawiera jej pracę „Female liberation as the basis for social revolution”.
W 1974 roku przyjęła posadę adiunktki na kierunku Native American Studies na California State University w Hayward, gdzie pomagała rozwijać wydział etnologii i women’s studies. W następstwie okupacji Wounded Knee z 1973 roku rozpoczęła działalność na rzecz Ruchu Indian Amerykańskich (AIM) i International Indian Treaty Council. Był to początek dożywotniej działalności na rzecz prawa ludów tubylczych do samostanowienia i na rzecz międzynarodowych praw człowieka.
Redagowała książkę The Great Sioux Nation opublikowaną w 1977 i zaprezentowaną jako fundamentalny dokument na pierwszej międzynarodowej konferencji Indian Ameryki mającej miejsce w siedzibie Organizacji Narodów Zjednoczonych w Genewie, w Szwajcarii. Książka została wydana ponownie przez University of Nebraska Press w 2013. Po The Great Sioux Nation wydano również Roots of Resistance: A History of Land Tenure in New Mexico (1980) i Indians of the Americas: Human Rights and Self-Determination (1984). Przewodząc Institute for Native American Development na University of New Mexico redagowała również dwie antologie dotyczące rozwoju ekonomicznego Rdzennych Amerykanów.
Dunbar-Ortiz, w 1981 roku została poproszona na przyjazd do rządzonej przez sandinistów Nikaragui, aby ocenić sytuację dotyczącą własności ziemi plemienia Miskito w północno-wschodnim regionie kraju. Jej dwie wizyty w Nikaragui zbiegły się ze sponsorowaną przez Stany Zjednoczone wojną przez pośrednika mającą na celu obalenie Sandinistów – północno-wschodni region kraju graniczący z Hondurasem stał się areną działań wojennych i celem propagandy administracji Ronalda Reagana wymierzoną przeciwko Sandinistom. Podczas ponad stu wyjazdów do Nikaragui i Hondurasu monitorowała walki między sponsorowanymi przez rząd w USA Contras a Sandinistami. Opowiada o wydarzeniach z tych lat w książkach Caught in the Crossfire: The Miskitu Indians of Nicaragua (1985) i Blood on the Border: A Memoir of the Contra War (2005).
W swojej pracy An Indigenous Peoples’ History of the United States Dunbar-Ortiz potępia osadniczy kolonializm, który zdziesiątkował populację Rdzennych Amerykanów na terenie dzisiejszych Stanów Zjednoczonych. Porównuje ten rodzaj religijnej bigoterii do działalności dzisiejszej Al-Kaidy. Stwierdza, że odkąd większość ziemi obecnych Stanów Zjednoczonych zostało zagarniętych przez agresję i opresję, „ludność rdzenna domaga się reparacji i restytucji”, lecz „żadna suma pieniędzy nie może zrekompensować nielegalnie przejętych ziem, szczególnie tych ziem świętych dla rdzennych ludów, niezbędne dla odzyskania społecznej spójności”.
Roxanne Dunbar-Ortiz pojawia się w filmie o historii feminizmu She’s Beautiful When She’s Angry.

## Nagrody
W 2015 roku za niektóre ze swoich książek otrzymała nagrodę American Book Award.
W 2017 roku otrzymała nagrodę od fundacji Lannan za wkład w nagłaśnianie kwestii społecznych rdzennych Amerykanów „przez całe swoje życie”.